# Jan Chrzciciel

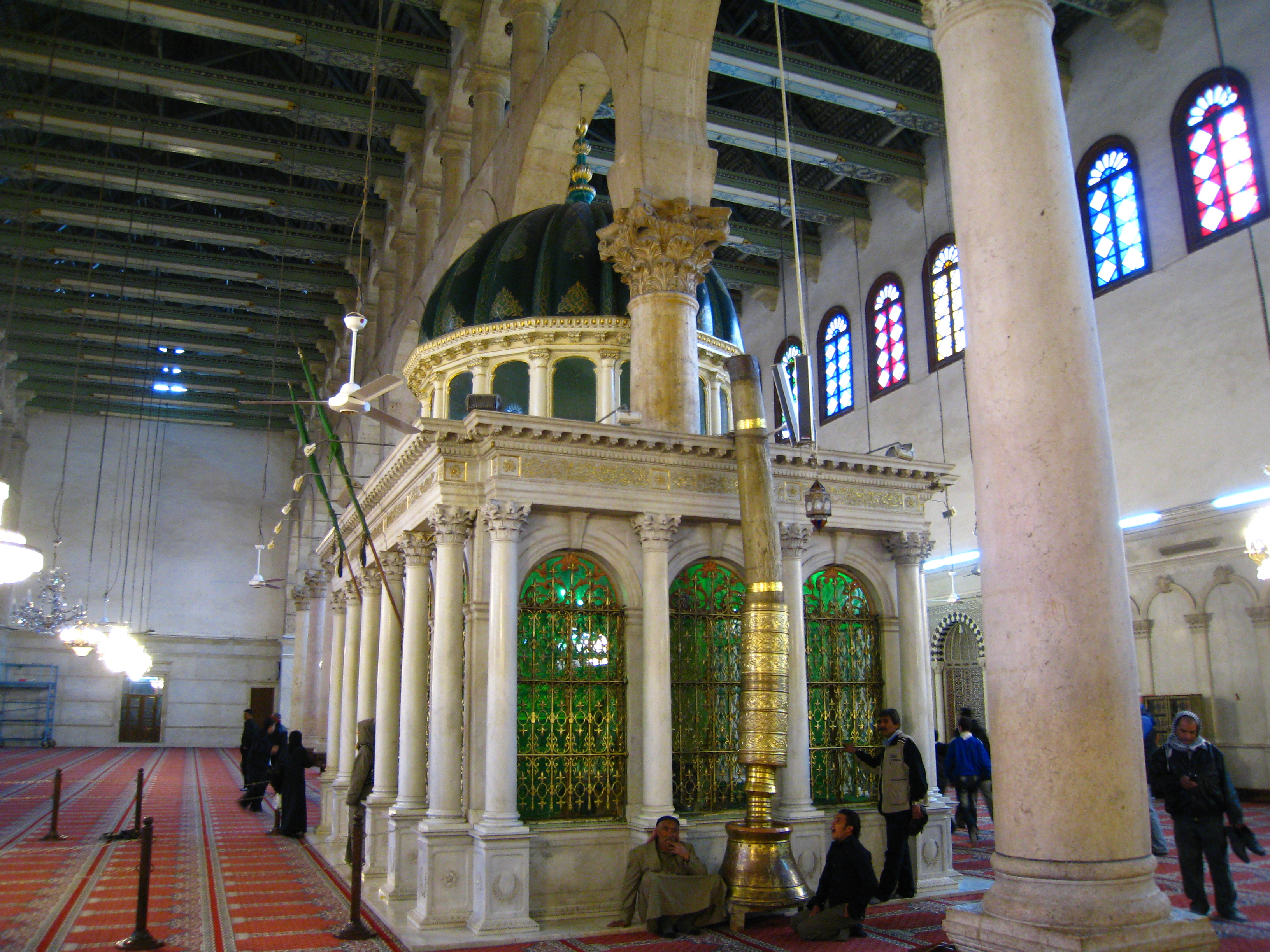
Grób św. Jana Chrzciciela w meczecie Umajjadów w Damaszku

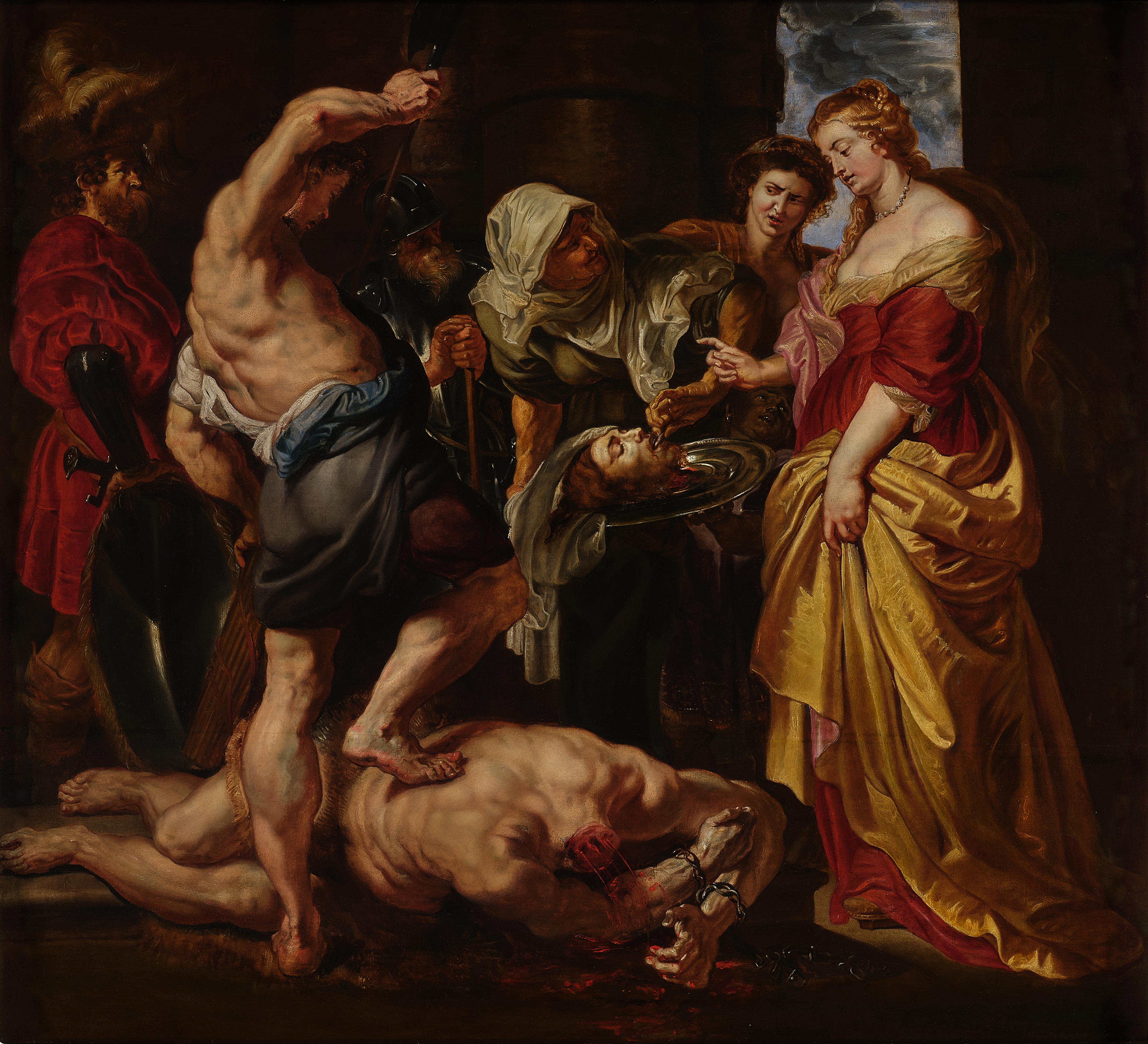
Rubens, Salome patrzy na ścięcie Jana Chrzciciela.

Jan Chrzciciel, Jan Baptysta (cs. Prorok, Priedtiecza i Krestitiel Gospodień Ioann, s-c-s. Іоаннъ Крестѧи, łac. Ioannes Baptista, hebr. ‏יוֹחָנָן‎ Jehohanan, gr. Ἰωάννης ὁ βαπτίζων, arab. ‏يحيى‎, trl. Yaḥyā; ur. pomiędzy 6 p.n.e. a 2 p.n.e. w En Kerem, zm. ok. 32 w Macheroncie) – żydowski pustelnik, prorok dla chrześcijan, muzułmanów i mandejczyków. Święty katolicki i prawosławny. Święty ten wymieniany jest w Modlitwie Eucharystycznej (łac. Communicantes) kanonu rzymskiego.

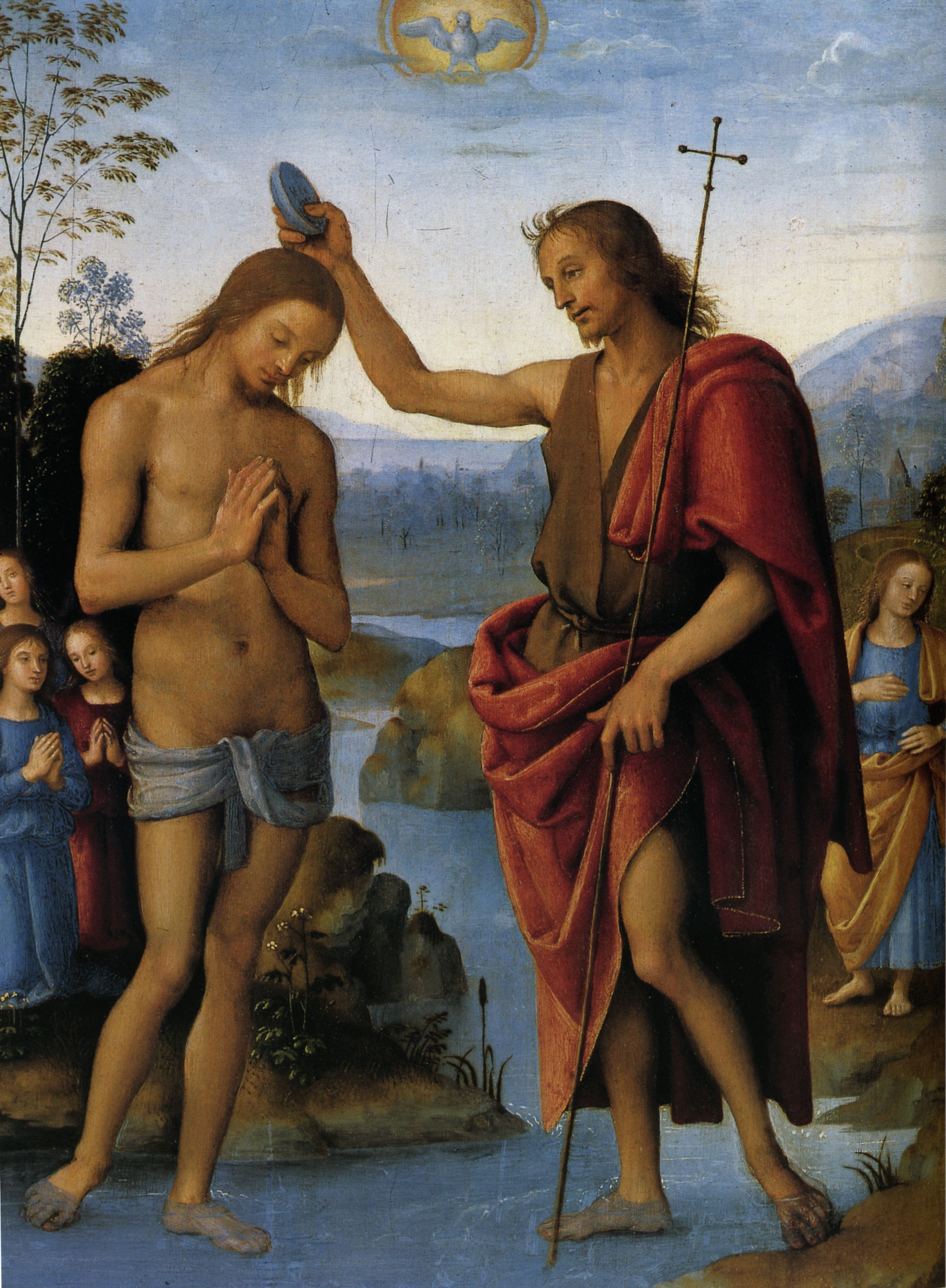
Pietro Perugino, Chrzest Chrystusa

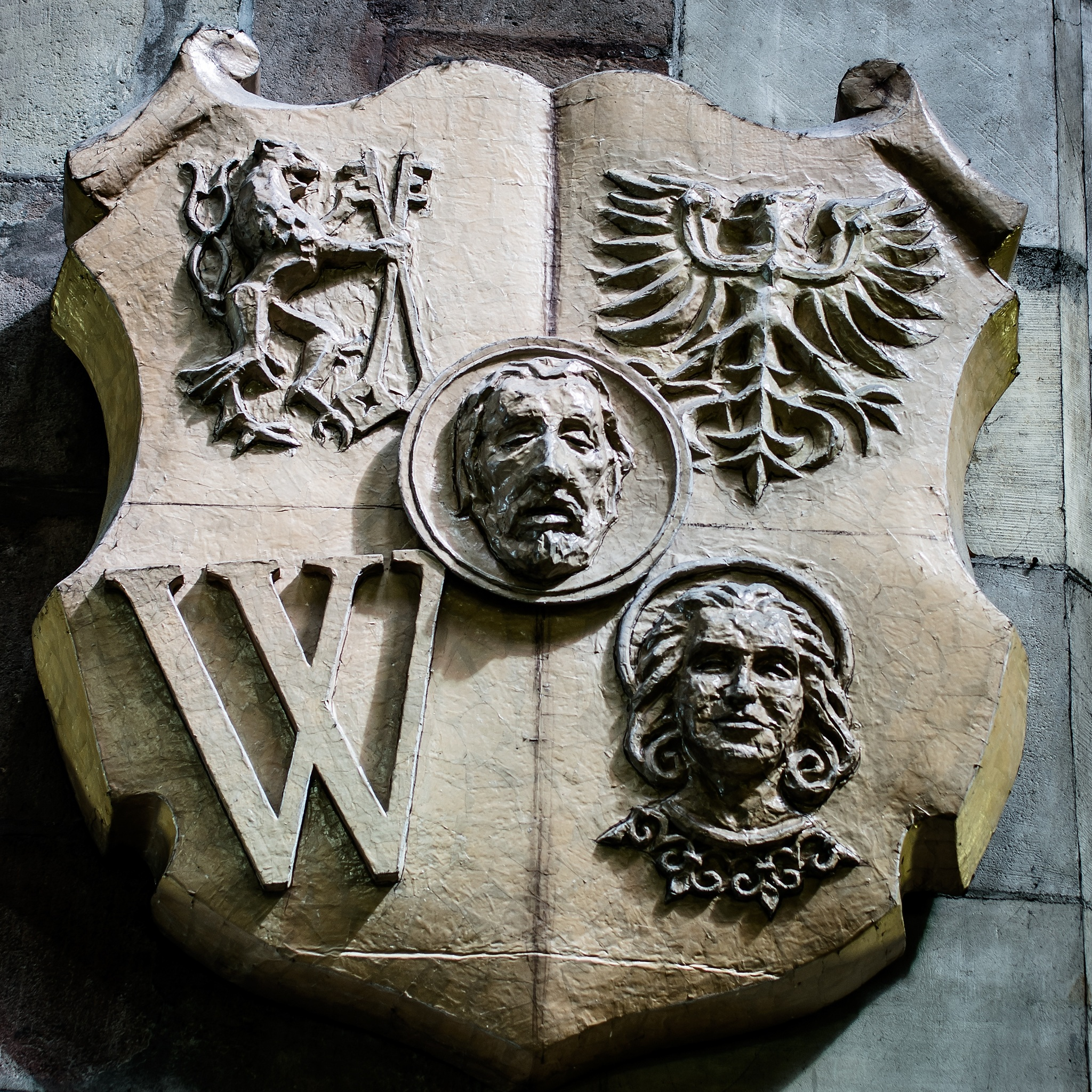
Wrocław. Tarcza herbowa miasta. Archikatedra św. Jana Chrzciciela. Misa zawierająca uciętą głowę świętego – w centrum tarczy

## Wstęp
Jan Chrzciciel prawdopodobnie był zwolennikiem szkoły esseńczyków, jednak nie da się jednoznacznie stwierdzić, czy był jej członkiem, a jego nauczanie w niektórych aspektach jest sprzeczne z esseńskimi doktrynami. Przez wielu swoich słuchaczy uznawany był za Mesjasza, czemu zaprzeczał. O jego działalności misyjnej i kaznodziejskiej wspominają Ewangelie i żydowski historyk Józef Flawiusz. Flawiusz pisze o Janie Chrzcicielu w Dawnych dziejach Izraela (znane też pod tytułem Starożytności żydowskie 18, 5, 2), że Jan nie chrzcił dla oczyszczenia z grzechu, lecz dla oczyszczenia ciała.
Przez chrześcijan jest uznawany za ostatniego biblijnego proroka przed nadejściem Chrystusa. Mandejczycy uznają go za największego z proroków. Muzułmanie uznają go za jednego z proroków, poprzednika Jezusa i Mahometa.

## Życiorys

### Narodziny
Zwiastowanie narodzin jest opisane w Ewangelii Łukasza oraz w Koranie. Według Ewangelii Łukasza Jan Chrzciciel urodził się pół roku przed Jezusem z Nazaretu w „mieście w Judzie”, przez późniejszą tradycję zidentyfikowanym z wioską Ain Karim. Według tej Ewangelii i Koranu był on synem żydowskiego kapłana Zachariasza i niepłodnej kobiety (Ewangelia nazywa ją Elżbietą), oboje w wieku starczym. Według Ewangelii Elżbieta miałaby być krewną Marii z Nazaretu, według Koranu Maria, matka Jezusa, miała pozostawać pod opieką Zachariasza, którą zarządził po jej urodzeniu z Imram sam Jahwe. Według obu świętych pism Zachariasz miał się modlić o syna. Po zwiastowaniu narodzenia Jana, Zachariasz miał przestać mówić. Według Ewangelii Zachariasz milczał aż do nadania imienia swojemu synowi, a była to kara za zwątpienie, natomiast według Koranu przyjął on na siebie przykazanie i zaniemówił na trzy dni i trzy noce. Jego narodziny zapowiedziane były jako dowód prawdziwości zapowiedzi przez anioła Gabriela Marii w czasie zwiastowania, a także przepowiedziane były jego ojcu przez anioła w Świątyni Jerozolimskiej.

### Działalność
W dość młodym wieku Jan, zapewne po śmierci podeszłych wiekiem rodziców, zrezygnował z możliwości zostania kapłanem i rozpoczął życie pustelnika na Pustyni Judzkiej. Na pustyni został powołany na proroka, a jego głównym zadaniem stało się wzywanie ludzi do nawrócenia oraz przygotowanie drogi do publicznej służby Mesjasza. Głosił potrzebę nawrócenia wewnętrznego i odnowy duchowej ludzi. Symbolem tego przygotowania był chrzest udzielany przez proroka słuchaczom jego nauk w rzece Jordan.
Według dwóch Ewangelii Synoptycznych, to właśnie Jan miał ochrzcić Jezusa. Ewangelia Łukasza nie mówi jednoznacznie, że to właśnie Jan ochrzcił Jezusa. Choć mówi o tym, że Jezus został ochrzczony w czasie, kiedy cały lud przystępował do chrztu, to we wcześniejszych wersetach stwierdza, że Jan został uwięziony przez Heroda. Natomiast Ewangelia Jana nie informuje w ogóle, czy Jezus był ochrzczony, stwierdza tylko, że Jan dał dwa świadectwa tego, że to Jezus jest Mesjaszem. Koran nie opisuje w ogóle działalności ani śmierci Jana Chrzciciela.

### Skazanie i śmierć
Niedługo po spotkaniu i ochrzczeniu Jezusa Jan został wtrącony do więzienia za jawne krytykowanie niemoralnego małżeństwa tetrarchy Galilei, Heroda Antypasa. Na skutek spisku żony Heroda, Herodiady, Jan został ścięty ok. 32 roku.
Dokładna data śmierci Jana Chrzciciela nie jest znana. Badacze datują moment śmierci proroka na koniec lat dwudziestych I wieku n.e. albo okres między 34 a 36 rokiem.

### Śmierć według Biblii
Otóż, kiedy obchodzono urodziny Heroda, tańczyła córka Herodiady wobec gości i spodobała się Herodowi. Zatem pod przysięgą obiecał jej dać wszystko, o cokolwiek poprosi. A ona przedtem już podmówiona przez swą matkę: ”Daj mi - rzekła - tu na misie głowę Jana Chrzciciela!”. Zasmucił się król. Lecz przez wzgląd na przysięgę i na współbiesiadników kazał jej dać. Posłał więc [kata] i kazał ściąć Jana w więzieniu. Przyniesiono głowę jego na misie i dano dziewczęciu, a ono zaniosło ją swojej matce.

## Kult
Cześć oddawana Janowi w chrześcijaństwie czerpie w dużej mierze z postawy samego Jezusa. W Ewangelii św. Mateusza Jezus określił Jana jako swego poprzednika i największego człowieka, który kiedykolwiek narodził się na ziemi.

Po coście więc wyszli? Proroka zobaczyć? Tak, powiadam wam, nawet więcej niż proroka. On jest tym, o którym napisano: Oto Ja posyłam mego wysłańca przed Tobą, aby Ci przygotował drogę. Zaprawdę, powiadam wam: Między narodzonymi z niewiast nie powstał większy od Jana Chrzciciela.

### W tekstach liturgicznych
Liturgia chrześcijańska ukazuje znaczenie Jana i jego misji w perspektywie historii zbawienia i jej wypełnienia w oczekiwanym Zbawicielu i Mesjaszu, Jezusie Chrystusie. Hymn oficjum czytań Liturgii godzin mówi m.in.:

Inni prorocy w duchu przeczuwali/ Promienne światło mające zabłysnąć,/ Ty zaś swym palcem ukazałeś / Tego, Co gładzi grzechy.

Jedna z antyfon z Jutrzni ukazuje misję Jana w świetle misji Eliasza, który odnowił wiarę Izraela, przywracając jej charakter monoteistyczny:

On pójdzie przed Panem / w duchu i mocy Eliasza / przygotować Panu lud doskonały.

### Grób i relikwie
Według tradycji chrześcijańskiej i muzułmańskiej grób Jana Chrzciciela znajduje się w Wielkim Meczecie Umajjadów w Damaszku, dawnej bazylice zbudowanej ku jego czci przez cesarza Teodozjusza I Wielkiego. W jego zachodniej części umiejscowiony jest marmurowy grobowiec, a w nim jest najważniejsza relikwia – głowa Jana Chrzciciela. Poczerniałe relikwie prawej ręki, tzw. Prawica-która-ochrzciła-Pana, która była przez wieki główną relikwią zakonu joannitów znajduje się w soborze Chrystusa Zbawiciela w Moskwie. Skrzynka ozdobiona krzyżami maltańskimi do Rosji trafiła po zajęciu Malty przez Napoleona Bonaparte. Relikwie palców Jana Chrzciciela przechowywane są w Sienie i Stambule. W 2010 fragmenty szczątków świętego znaleziono w ruinach prawosławnego klasztoru na wysepce Świętego Iwana niedaleko Sozopola na południowym wybrzeżu Morza Czarnego w Bułgarii. Relikwie wraz z alabastrowym relikwiarzem były zamurowane w ołtarzu nieczynnego od stuleci klasztoru. Relikwie świętego znajdują się także w Polsce w kościele św. Jana Chrzciciela w Gnieźnie.

### Patronat
Jan Chrzciciel jest patronem wielu państw i miast, m.in.:
- państw: Austrii, Francji, Holandii, Malty, Niemiec, Prowansji, Węgier oraz Akwitanii i Aragonii
- miast na świecie: Amiens, Awinionu, Bonn, Florencji, Frankfurtu n. Menem, Kolonii, Lipska, Lyonu, Neapolu, Norymbergi, Turynu i Wiednia,
- miast w Polsce: Rypina, Chojnic, Mysłowic, Nysy, Kutna, Wrocławia, Stargardu, Łazisk Górnych, Zdun, Pisza[13], Mińska Mazowieckiego[14] i Torunia[15]
- setek parafii na całym świecie.

Jest patronem wielu zakonów, m.in. joannitów (Kawalerów Maltańskich), a także: mnichów, dziewic, pasterzy, stad, kowali, krawców, kuśnierzy, rymarzy, abstynentów, niezamężnych matek i skazanych na śmierć. Jest orędownikiem podczas gradobicia i w chorobach epilepsji.

### Dzień obchodów
Wspomnienie św. Jana Chrzciciela w Kościele katolickim obchodzone jest dwukrotnie:
- 24 czerwca – Narodzenie św. Jana Chrzciciela (uroczystość liturgiczna)
- 29 sierpnia – Męczeństwo św. Jana Chrzciciela[16] (wspomnienie obowiązkowe)

Cerkiew prawosławna wspomina świętego proroka i poprzednika Pańskiego sześciokrotnie:
- 7/20 stycznia[17], tj. 20 stycznia według kalendarza gregoriańskiego (Sobór św. Jana Chrzciciela)
- 24 lutego/9 marca, tj. 9 marca (rocznica pierwszego i drugiego odnalezienia głowy)
- 25 maja/7 czerwca, tj. 7 czerwca (rocznica trzeciego odnalezienia głowy)
- 24 czerwca/7 lipca, tj. 7 lipca (rocznica narodzin)
- 29 sierpnia/11 września, tj. 11 września (rocznica ścięcia głowy)
- 23 września/6 października, tj. 6 października (rocznica poczęcia).

Również Turcy czczą Jana Chrzciciela jako proroka.

## Jan Chrzciciel w filmie
Postać Jana Chrzciciela występuje w wielu filmach i serialach traktujących o życiu Jezusa. Do najbardziej znanych aktorów, którzy grali rolę Jana Chrzciciela, należą m.in.: Andre Gregory (Ostatnie kuszenie Chrystusa), Charlton Heston (Opowieść wszech czasów), Robert Ryan (Król królów), Michael York (Jezus z Nazaretu) i David Amito (The Chosen).